# Supernatural (NewJeans의 노래)
"Supernatural"은 대한민국의 걸그룹 NewJeans의 노래이다. ADOR은 2024년 6월 21일 B-사이드 트랙 "Right Now"와 함께 이 노래를 CD 싱글로 발매했다. 250이 프로듀싱한 "Supernatural"은 2009년 마나미와 작곡가 퍼렐의 "Back of My Mind"의 일부를 보간한 곡이다. "Supernatural"과 "Right Now"는 NewJeans의 첫 일본어 발매 곡으로, 일본 음악 시장에 데뷔하는 계기가 되었다. NewJeans는 2024년 4월부터 일본에서 팬 미팅을 발표하고, 카오 및 시부야109와 협력하여 팝업 스토어를 열고, 공식 발매 전에 "Right Now"를 광고에 선보이고, 일본 아티스트 무라카미 다카시 및 히로시 후지와라와의 콜라보레이션을 예고하며 활동을 시작했다. 이 곡은 2024년 11월 계약 일방적 해지 전 그룹의 마지막 싱글이었다.
이 노래의 한국어 버전은 7월 5일에 공개되었고, 같은 날 뮤직 비디오는 원래 뮤직 비디오의 "(Part.1)"으로 표기된 것의 "(Part.2)"로 공개되었다. 이후 7월 12일, 그룹은 한국에서도 이 싱글을 홍보할 것이라고 발표했으며, 같은 주부터 모든 음악 프로그램에서 홍보를 시작했다. 뉴욕 타임스의 존 카라마니카는 "Supernatural"을 2024년 최고의 노래 목록에서 3위로 선정했다.

## 배경
2022년 데뷔 후, 대한민국의 걸그룹 NewJeans는 2023년 싱글 앨범 OMG와 두 번째 EP인 Get Up 발매로 국제적인 성공을 거두었다. 2023년 1월, NewJeans는 싱글 "Ditto"와 "OMG"로 처음으로 빌보드 핫 100에 진입했다. 대한민국에서 "Ditto"는 써클 디지털 차트에서 13주 연속 1위를 기록하며 올해 가장 성공적인 노래가 되었고, 수많은 상을 받았으며, K-pop 음악 산업에 브레이크비트 트렌드를 도입했다. 2023년 7월에 발매된 Get Up은 NewJeans를 그해 가장 두드러진 음악 활동 중 하나로 국제적으로 자리매김했고, 그룹의 첫 빌보드 200 진입 및 1위 앨범이 되었으며, 200만 장 이상 판매되었고, 여러 출판물에서 2023년 최고의 앨범 중 하나로 선정되었다.

## 음악과 가사
NewJeans의 오랜 협력자 250이 프로듀싱한 "Supernatural"은 일본 가수 마나미와 작사가 겸 작곡가로 등재된 미국 가수 퍼렐의 2009년 곡 "Back of My Mind"를 삽입했다. B-사이드 트랙인 "Right Now"는 코리아타임스에 의해 "삼바스 하위 장르에 더 가깝다"고 묘사되었다.

## 발매 및 홍보
2024년 3월 27일, ADOR는 NewJeans가 2024년에 두 장의 더블 싱글을 발매할 것이라고 발표했다: 5월 24일 "How Sweet"과 "Bubble Gum", 6월 21일 "Supernatural"과 "Right Now". "Supernatural" 발매와 함께, NewJeans는 텔레비전 출연과 2024년 6월 26일부터 27일까지 도쿄 돔에서 열릴 예정인 Bunnies Camp 2024 Tokyo Dome이라는 팬 미팅을 시작으로 일본에서의 첫 공식 홍보 활동을 시작했다. 싱글 발표와 함께 ADOR는 NewJeans가 2024년 하반기에 앨범을 발매하고 2025년에 전 세계 투어를 시작할 것이라고 밝혔다. 이 보도자료로 인해 하이브의 일일 시가총액은 거의 1조 증가했다. 2024년 4월, ADOR는 카오와 협력하여 헤어 케어 브랜드 에센셜을 홍보하며 시부야에 팝업 스토어를 열고, 시부야 109의 45주년을 기념하여 NewJeans를 일본에서 홍보하기 시작했다.
"Right Now"의 뮤직 비디오 티저는 2024년 5월 1일에 공개되었고, 이는 NewJeans와 함께 뮤직 비디오를 제작하고 CD 싱글의 아트워크를 디자인한 일본 시각 예술가 무라카미 다카시와의 협업을 알리는 역할을 했다. 무라카미는 2023년 1월에 자신이 "NewJeans의 엄청난 팬"이라고 선언하고 그들을 만나고 싶다는 바람을 표현한 바 있다. 이 비디오는 2023년 곡 "New Jeans"의 뮤직 비디오에서 처음 소개된 파워퍼프걸 스타일로 디자인된 NewJeans의 애니메이션 캐릭터 버전을 따라간다. 캐릭터들은 사랑의 묘약을 찾던 중 무라카미의 "상징적인" 꽃을 닮은 "무지개 꽃"을 발견하고 초자연적인 힘을 얻는다. 이 꽃과 캐릭터의 새로운 디자인은 세 가지 형태로 발매된 CD 싱글의 아트워크에 사용되었다: 스트링 백 버전, 크로스바디 백 버전, 그리고 위버스 독점 버전이 그것이다. CD와 함께 제공되는 추가 품목에는 포토북, 주얼 케이스, 소책자, 포토 카드, 엽서가 포함된다.
"Right Now"의 일부는 2024년 5월 9일 롯데웰푸드의 디저트 브랜드 제로의 NewJeans 주연 광고에 등장한 후 공개되었다. CD 싱글은 2024년 5월 10일에 선주문이 가능해졌다. 다음 날, NewJeans는 티셔츠, 모자, 반다나, 가방 등 의류 및 액세서리 라인에 대한 일본 디자이너 히로시 후지와라와의 협업을 알리는 일련의 사진을 소셜 미디어에 공개했으며, 이 제품들은 2024년 6월 한국과 일본의 팝업 스토어에서 판매되었다. 후지와라는 이전에 2024년 2월호 W 코리아 커버 촬영 중 NewJeans 멤버 하니를 만난 적이 있었다.
그룹은 7월 5일에 한국어 버전을 공개하고, 일본어 버전이 '(Part.1)'으로 명명된 것에 대해 '(Part.2)'라는 제목의 뮤직 비디오를 공개했다. 이후 7월 12일에 싱글이 한국에서도 발매될 것이며, 혜인이 부상에서 복귀함에 따라 그룹이 5인 완전체로 활동을 시작할 것이라고 발표되었다. 그룹은 같은 주부터 MBC의 음악중심을 시작으로 한국의 모든 주요 음악 프로그램에 출연하기 시작했다.

## 곡 목록
| #  | 제목             | 작사                                  | 작곡                  | 재생 시간 |
| -- | ---------------- | ------------------------------------- | --------------------- | --------- |
| 1. | 〈Supernatural〉 | 지지 민지 퍼렐 윌리엄스 일바 딤베르그 | 250 윌리엄스 딤베르그 |           |
| 2. | 〈Right Now〉    | 지지 롤로 주아이 사토모카             | 프랭크 주아이         |           |
| 3. | 〈Supernatural〉 |                                       | 250 윌리엄스 딤베르그 |           |
| 4. | 〈Right Now〉    |                                       | 프랭크 주아이         |           |

## 차트
| 차트 (2024)                         | 최고 순위 |
| 100                                 |           |
| 25                                  |           |
| ----------------------------------- | --------- |
| 홍콩 (빌보드)                       | 2         |
| 일본 (재팬 핫 100)                  | 7         |
| 4                                   |           |
| 일본 합산 싱글 (오리콘)             | 4         |
| 말레이시아 (빌보드)                 | 23        |
| 말레이시아 국제 (RIM)               | 19        |
| 뉴질랜드 핫 싱글 (RMNZ)             | 13        |
| 싱가포르 (RIAS)                     | 10        |
| 대한민국 (써클)                     | 4         |
| 대한민국 앨범 (써클)                | 1         |
| 대만 (빌보드)                       | 7         |
| 63                                  |           |
| UK 싱글 판매 (OCC)                  | 66        |
| 미국 월드 디지털 송 세일즈 (빌보드) | 2         |

| 차트 (2024)          | 순위 |
| -------------------- | ---- |
| 일본 (오리콘)        | 10   |
| 대한민국 (써클)      | 4    |
| 대한민국 앨범 (써클) | 2    |

| 차트 (2024)                     | 순위 |
| ------------------------------- | ---- |
| 일본 탑 싱글 판매 (빌보드 재팬) | 86   |
| 일본 (오리콘)                   | 71   |
| 대한민국 (써클)                 | 41   |
| 대한민국 앨범 (써클)            | 19   |

## 인증
| 국가                                                     | 인증   | 판매량/출하량 |
| -------------------------------------------------------- | ------ | ------------- |
| 일본 (RIAJ) 실물                                         | 골드   | 100,000^      |
| 대한민국 (KMCA) 실물                                     | 밀리언 | 1,000,000^    |
| 스트리밍                                                 |        |               |
| 일본 (RIAJ)                                              | 골드   | 50,000,000    |
| ^출하량을 기반으로 한 인증 · 스트리밍을 기반으로 한 인증 |        |               |

## 발매 역사
| 지역 | 날짜            | 형식                        | 레이블 | Ref.   |
| ---- | --------------- | --------------------------- | ------ | ------ |
| 각지 | 2024년 6월 21일 | CD 디지털 다운로드 스트리밍 | ADOR   | [ 12 ] |

## 참고

### 내용주
1. ↑  NewJeans는 2024년 4월 "Bubble Gum"이 해당 브랜드 광고에 처음 등장했을 때 에센셜의 모델이 되었다.[15]
2. ↑  "가방 버전"은 CD를 포함한 모든 품목이 가방에 담겨 있는 물리적 형태를 의미한다.[20]

### 참고 자료
1. ↑  “Pharrell Williams credited as composer for NewJeans' Japanese debut single”. 《Yahoo News》 (영국 영어). 2024년 5월 14일. 2024년 10월 24일에 확인함.
2. 1 2  뉴진스(NewJeans)가 국내 음악방송에서 'Supernatural' 5인 완전체 무대를 최초 공개한다.. 《Star News Korea》. 2024년 7월 12일. 2024년 7월 17일에 확인함.
3. ↑  Pareles, Jon; Caramanica, Jon; Zoladz, Lindsay (2024년 12월 9일). “Best Songs of 2024”. 《뉴욕 타임스》. 2024년 12월 13일에 확인함.
4. 1 2 3  “Billboard's Greatest Pop Stars of 2023: Introduction & Honorable Mentions (Staff List)”. 《빌보드》. 2023년 12월 8일. 2023년 12월 13일에 원본 문서에서 보존된 문서. 2023년 12월 13일에 확인함.
5. ↑  Kim, Hyun-sik (2023년 3월 23일). '온 차트가 뉴진스'…'디토' 1위 질주 언제까지? ['온 차트가 뉴진스'…'디토' 1위 질주 언제까지?]. 《이데일리》. 2023년 3월 24일에 원본 문서에서 보존된 문서. 2023년 3월 23일에 확인함.
6. ↑  Moon, Wan-shik (2023년 3월 30일). 뉴진스, 12주차 써클차트 2관왕 [뉴진스, 12주차 써클차트 2관왕]. 《Star News》. 2023년 3월 30일에 원본 문서에서 보존된 문서. 2023년 3월 30일에 확인함 – 네이버 경유.
7. 1 2  Yoon, So-yeon (2024년 1월 14일). “K-pop 2024: A forecast for this year's top Korean acts”. 《코리아중앙데일리》. 2024년 3월 26일에 원본 문서에서 보존된 문서. 2024년 3월 28일에 확인함.
8. ↑  Jang, Jun-hwan (2023년 12월 12일). “[BTS/NewJeans] 2023 K-pop Wrapped-up ①The remarkable advancement of Hybe”. 《Mnet Plus Magazine》. 2024년 3월 2일에 원본 문서에서 보존된 문서. 2024년 1월 11일에 확인함.
9. 1 2  Herman, Tamar (2024년 1월 9일). “NewJeans in 2023: a look back at their year of dominance”. 《뉴 뮤지컬 익스프레스》. 2024년 1월 30일에 원본 문서에서 보존된 문서. 2024년 1월 11일에 확인함.
10. ↑  Lee, Da-gyeom (2024년 5월 13일). 퍼렐 윌리엄스, 뉴진스 日 데뷔 싱글 '슈퍼내추럴' 작사·작곡 참여 [퍼렐 윌리엄스, 뉴진스 日 데뷔 싱글 '슈퍼내추럴' 작사·작곡 참여]. 《매일경제신문》. 2024년 5월 13일에 원본 문서에서 보존된 문서. 2024년 5월 13일에 확인함.
11. ↑  “NewJeans as gateway drug: The past and future of K-pop”. 《코리아타임스》 (영어). 2024년 6월 22일. 2024년 7월 18일에 원본 문서에서 보존된 문서. 2024년 7월 8일에 확인함.
12. 1 2 3 4  Lim, Se-jung (2024년 3월 28일). 뉴진스 5월 24일 컴백, 6월 일본 데뷔 [뉴진스 5월 24일 컴백, 6월 일본 데뷔]. 《국민일보》. 2024년 3월 27일에 원본 문서에서 보존된 문서. 2024년 3월 28일에 확인함.
13. ↑  “NewJeans to debut in Japan in June”. 《코리아헤럴드》. 2024년 3월 27일. 2024년 5월 11일에 원본 문서에서 보존된 문서. 2024년 5월 12일에 확인함.
14. ↑  Heo, Min-nyeong (2024년 3월 28일). '1조 그룹' 뉴진스 ['1조 그룹' 뉴진스]. 《스포츠동아》. 2024년 4월 2일에 원본 문서에서 보존된 문서. 2024년 4월 2일에 확인함.
15. ↑  Lee, Myeong-ju (2024년 4월 9일). 뉴진스, 신곡 MV 선공개...'Bubble Gum', 미리보기 [뉴진스, 신곡 MV 선공개...'Bubble Gum', 미리보기]. 《디스패치》. 2024년 4월 9일에 원본 문서에서 보존된 문서. 2024년 4월 9일에 확인함.
16. ↑  NewJeansが花王「エッセンシャル」の新広告モデルに　渋谷で限定ポップアップも開催 [NewJeans, 카오 "에센셜"의 새로운 광고 모델로, 시부야에서 한정 팝업도 개최]. 《WWD 재팬》 (일본어). 2024년 4월 8일. 2024년 4월 22일에 원본 문서에서 보존된 문서. 2024년 4월 22일에 확인함.
17. ↑  NewJeans×「渋谷109」　期間限定のポップアップやノベルティーの配布など特別な取り組み [NewJeans x "시부야109" 기간 한정 팝업 및 노벨티 배포 등 특별한 시도]. 《WWD 재팬》 (일본어). 2024년 4월 11일. 2024년 4월 22일에 원본 문서에서 보존된 문서. 2024년 4월 22일에 확인함.
18. 1 2  “NewJeans teams up with Takashi Murakami for Japanese debut”. 《OSEN (신문)(한국어판)》 (조선일보). 2024년 5월 2일. 2024년 5월 2일에 원본 문서에서 보존된 문서. 2024년 5월 2일에 확인함. |work=에 라인 피드 문자가 있음(위치 145) (도움말)
19. ↑  Pyo, Kyung-min (2024년 5월 2일). “'NewJeans fan' Takashi Murakami collaborates with group on 'Right Now'”. 《코리아타임스》. 2024년 5월 7일에 원본 문서에서 보존된 문서. 2024년 5월 11일에 확인함.
20. ↑  Jo, Yeon-woo (2024년 5월 10일). 뉴진스 '가방 앨범' 선보인다…무라카미 다카시와 협업 [뉴진스 '가방 앨범' 선보인다…무라카미 다카시와 협업]. 《조선일보》. 2024년 5월 13일에 원본 문서에서 보존된 문서. 2024년 5월 11일에 확인함.
21. 1 2 3  Kim, Ye-eun (2024년 5월 10일). 뉴진스, 무라카미 다카시 컬래버 가방 앨범 선보인다…스트릿 감성 [뉴진스, 무라카미 다카시 컬래버 가방 앨범 선보인다…스트릿 감성]. 《엑스포츠뉴스》. 2024년 5월 11일에 원본 문서에서 보존된 문서. 2024년 5월 11일에 확인함.
22. ↑  NewJeans、新CM撮影でレッスンスタジオ再現に驚き 日本デビューシングル収録「Right Now」初公開 [NewJeans, 새 CM 촬영으로 레슨 스튜디오 재현에 놀라움, 일본 데뷔 싱글 수록곡 "Right Now" 첫 공개]. 《오리콘 뉴스》 (일본어). 2024년 5월 9일. 2024년 5월 9일에 원본 문서에서 보존된 문서. 2024년 5월 10일에 확인함.
23. 1 2  Son, Jin-ah (2024년 5월 11일). 뉴진스, 스트리트 패션 대부와 만났다…세계적 거장들과 잇단 컬래버[공식] [뉴진스, 스트리트 패션 대부와 만났다…세계적 거장들과 잇단 컬래버[공식]]. 《매일경제신문》. 2024년 5월 11일에 원본 문서에서 보존된 문서. 2024년 5월 11일에 확인함.
24. ↑  Ha, Na-young (2024년 1월 17일). 뉴진스 하니, 금발 변신에 새로운 분위기 "사랑받은 만큼 돌려드리고 싶다" [화보] [뉴진스 하니, 금발 변신에 새로운 분위기 "사랑받은 만큼 돌려드리고 싶다" [화보]]. 《조선일보》. 2024년 1월 20일에 원본 문서에서 보존된 문서. 2024년 1월 20일에 확인함.
25. ↑  “NewJeans Chart History (Hong Kong Songs)”. 《빌보드》. 2023년 7월 22일에 원본 문서에서 보존된 문서. 2024년 7월 2일에 확인함.
26. ↑  “Billboard Japan Hot 100 – Week of July 3, 2024”. 《빌보드 재팬》 (일본어). 2024년 7월 10일에 원본 문서에서 보존된 문서. 2024년 7월 3일에 확인함.
27. ↑  “Oricon Top 50 Combined Singles: 2024-07-01” (일본어). 오리콘. 2024년 6월 27일에 원본 문서에서 보존된 문서. 2024년 6월 27일에 확인함.
28. ↑  “NewJeans Chart History (Malaysia Songs)”. 《빌보드》. 2023년 7월 22일에 원본 문서에서 보존된 문서. 2024년 7월 2일에 확인함.
29. ↑  “TOP 20 Most Streamed International Singles In Malaysia Week 26 (21/06/2024-27/06/2024)”. RIM. 2024년 7월 6일. 2024년 7월 18일에 원본 문서에서 보존된 문서. 2024년 7월 6일에 확인함 – 페이스북 경유.
30. ↑  “NZ Hot Singles Chart”. 리코디드 뮤직 NZ. 2024년 7월 1일. 2025년 6월 26일에 원본 문서에서 보존된 문서. 2024년 6월 28일에 확인함.
31. ↑  RIAS [RIASSG] (2024년 7월 2일). “🔥Exciting News! 📢 RIAS Top Digital Streaming & Top Regional Chart (Week 26) have dropped!🚀 Check out the hottest tracks making waves right now on RIAS🌟.” (트윗). 2024년 7월 2일에 확인함.
32. ↑  “Digital Chart – Week 28 of 2024”. 《써클 차트》. 2024년 7월 18일에 원본 문서에서 보존된 문서. 2024년 7월 18일에 확인함.
33. ↑  “Circle Album Chart – Week 25 of 2024”. 《써클 차트》. 2024년 6월 27일에 원본 문서에서 보존된 문서. 2024년 6월 27일에 확인함.
34. ↑  “NewJeans Chart History (Taiwan Songs)”. 《빌보드》. 2023년 7월 22일에 원본 문서에서 보존된 문서. 2024년 7월 2일에 확인함.
35. ↑  “Official Singles Sales Chart Top 100”. 오피셜 차트 컴퍼니. 2024년 6월 28일에 원본 문서에서 보존된 문서. 2024년 6월 28일에 확인함.
36. ↑  “NewJeans Chart History: World Digital Song Sales”. 《빌보드》. 2023년 7월 23일에 원본 문서에서 보존된 문서. 2024년 7월 2일에 확인함.
37. ↑  “Oricon Top 50 Singles: 2024-06”. 오리콘. 2024년 7월 10일에 원본 문서에서 보존된 문서. 2024년 7월 10일에 확인함.
38. ↑  “Digital Chart – July 2024”. 《써클 차트》. 2024년 8월 8일에 확인함.
39. ↑  “Circle Album Chart – 2024.06 Month”. 《써클 차트》. 2024년 7월 11일에 원본 문서에서 보존된 문서. 2024년 7월 11일에 확인함.
40. ↑  “Billboard Japan Top Singles Sales – 2024 Year-End”. 《빌보드 재팬》 (일본어). 2024년 12월 20일에 확인함.
41. ↑  “Oricon Top 100 Singles: 2024”. 오리콘. 2024년 12월 20일에 원본 문서에서 보존된 문서. 2024년 12월 20일에 확인함.
42. ↑  “Digital Chart – 2024”. 《써클 차트》. 2025년 1월 10일에 확인함.
43. ↑  “Album Chart – 2024”. 《써클 차트》. 2025년 1월 11일에 확인함.
44. ↑  “Japanese single certifications – NewJeans – Supernatural” (일본어). Recording Industry Association of Japan. 목록 상자 메뉴에서 "2024年6月"을 선택하세요
45. ↑  “South Korean album certifications – NewJeans – Supernatural”. Korea Music Content Association (KMCA).
46. ↑  “Japanese single certifications – NewJeans – Supernatural” (일본어). Recording Industry Association of Japan. 목록 상자 메뉴에서 "2024年12月"을 선택하세요